# Ystiklettur
Ystiklettur är en kulle i republiken Island. Den ligger i regionen Suðurland, 110 km sydost om huvudstaden Reykjavík. Toppen på Ystiklettur är 207 meter över havet, eller 132 meter över den omgivande terrängen. Bredden vid basen är 0,56 km. Ystiklettur ligger på ön Hemön.
Närmaste större samhälle är Västmannaöarna, nära Ystiklettur.